# Hang Tuah (amiral)
 (juin 2025).
Le contenu est difficilement compréhensible vu les erreurs de traduction, qui sont peut-être dues à l'utilisation d'un logiciel de traduction automatique.
 (juin 2025).
Améliorez-le ou discutez des points à vérifier. 
 (juin 2025).
 (juin 2025).
La mise en forme du texte ne suit pas les recommandations de Wikipédia : il faut le « wikifier ».
Les points d'amélioration suivants sont les cas les plus fréquents :
- Les titres sont pré-formatés par le logiciel. Ils ne sont ni en capitales, ni en gras.
- Le texte ne doit pas être écrit en capitales (les noms de famille non plus), ni en gras, ni en italique, ni en « petit »…
- Le gras n'est utilisé que pour surligner le titre de l'article dans l'introduction, une seule fois.
- L'italique est rarement utilisé : mots en langue étrangère, titres d'œuvres, noms de bateaux, etc.
- Les citations ne sont pas en italique mais en corps de texte normal. Elles sont entourées par des guillemets français : « et ».
- Les listes à puces sont à éviter, des paragraphes rédigés étant largement préférés. Les tableaux sont à réserver à la présentation de données structurées (résultats, etc.).
- Les appels de note de bas de page (petits chiffres en exposant, introduits par l'outil «  Source ») sont à placer entre la fin de phrase et le point final[comme ça].
- Les liens internes (vers d'autres articles de Wikipédia) sont à choisir avec parcimonie. Créez des liens vers des articles approfondissant le sujet. Les termes génériques sans rapport avec le sujet sont à éviter, ainsi que les répétitions de liens vers un même terme.
- Les liens externes sont à placer uniquement dans une section « Liens externes », à la fin de l'article. Ces liens sont à choisir avec parcimonie suivant les règles définies. Si un lien sert de source à l'article, son insertion dans le texte est à faire par les notes de bas de page.
- La présentation des références doit suivre les conventions bibliographiques. Il est recommandé d'utiliser les modèles {{Ouvrage}}, {{Chapitre}}, {{Article}}, {{Lien web}} et/ou {{Bibliographie}}. Le mode d'édition visuel peut mettre en forme automatiquement les références.
- Insérer une infobox (cadre d'informations à droite) n'est pas obligatoire pour parachever la mise en page.

Pour une aide détaillée, merci de consulter Aide:Wikification.
Si vous pensez que ces points ont été résolus, vous pouvez retirer ce bandeau et améliorer la mise en forme d'un autre article.
Hang Tuah (Jawi : توه, prononcé /tuha/ ou /toh/) est, selon les Annales malaises semi-historiques (Sejarah Melayu), un guerrier et Laksamana - l’équivalent d’un amiral - qui aurait vécu à Malacca sous le règne du sultan Mansur Shah, au XVe siècle. Les preuves tangibles de son existence demeurent cependant très limitées. Décrit comme un amiral d’exception, diplomate accompli et maître de silat, Hang Tuah demeure la figure martiale la plus emblématique de la littérature malaise. Son statut n’en reste pas moins controversé : le caractère factuel de son histoire continue de susciter de vifs débats.

## Historicité
La réalité historique de Hang Tuah divise les chercheurs depuis près d’un siècle. En 2012, l’historien Khoo Kay Kim soulignait qu’aucune preuve tangible ne confirme son existence. Depuis 2016, d’autres spécialistes avancent que le Rekidai Hoan - registre diplomatique officiel du royaume des Ryūkyū couvrant la période 1424-1867 - ferait allusion à un amiral de Malacca, désigné par les transcriptions « Lezoumana » ou « Lo-hsi-ma-na », dérivées du titre malais laksamana. Faute de mention explicite du nom de Hang Tuah, cette hypothèse demeure néanmoins spéculative.

## Origine ethnique
Indépendamment de la question de son historicité, l’origine ethnique de Hang Tuah suscite elle aussi des controverses. La tradition populaire le décrit comme descendant d’Aborigènes malais ou Orang Asli. Au début du XXIᵉ siècle, un cybermythe infondé - dépourvu de toute source crédible - a cependant vu le jour, affirmant que le héros serait d’ascendance chinoise.

## Légendes
La carrière de Hang Tuah en tant que laksamana — amiral de la flotte de Malacca — se distingue par une suite d’exploits héroïques et une fidélité absolue à son souverain. Ces hauts faits sont rapportés par deux sources majeures de la littérature malaise, le Sejarah Melayu et le Hikayat Hang Tuah, dont les premières versions remontent au XVIIᵉ siècle.
D’après la tradition, Hang Tuah et ses quatre frères d’armes — Hang Kasturi, Hang Jebat, Hang Lekir et Hang Lekiu — étudièrent le silat auprès du maître ermite Adi Putra, retiré au sommet du mont Ledang. Lors d’une échauffourée, ils neutralisèrent un forcené ; impressionné par le sang-froid de Tuah, le grand vizir Tun Perak le présenta au sultan Muzaffar Shah, lançant ainsi sa carrière à la cour.

Tuah reçut ensuite le titre de laksamana en accompagnant le sultan Mansur Shah à Majapahit, où le souverain devait épouser une princesse javanaise. Il y maîtrisa un cheval royal emporté, démontrant sa bravoure. Accusé plus tard à tort de trahison, il fut déchu et contraint à la clandestinité. Lorsque Hang Kasturi se révolta, le sultan rappela Tuah : celui-ci terrassa le rebelle, rétablit l’ordre et retrouva son rang d’amiral.

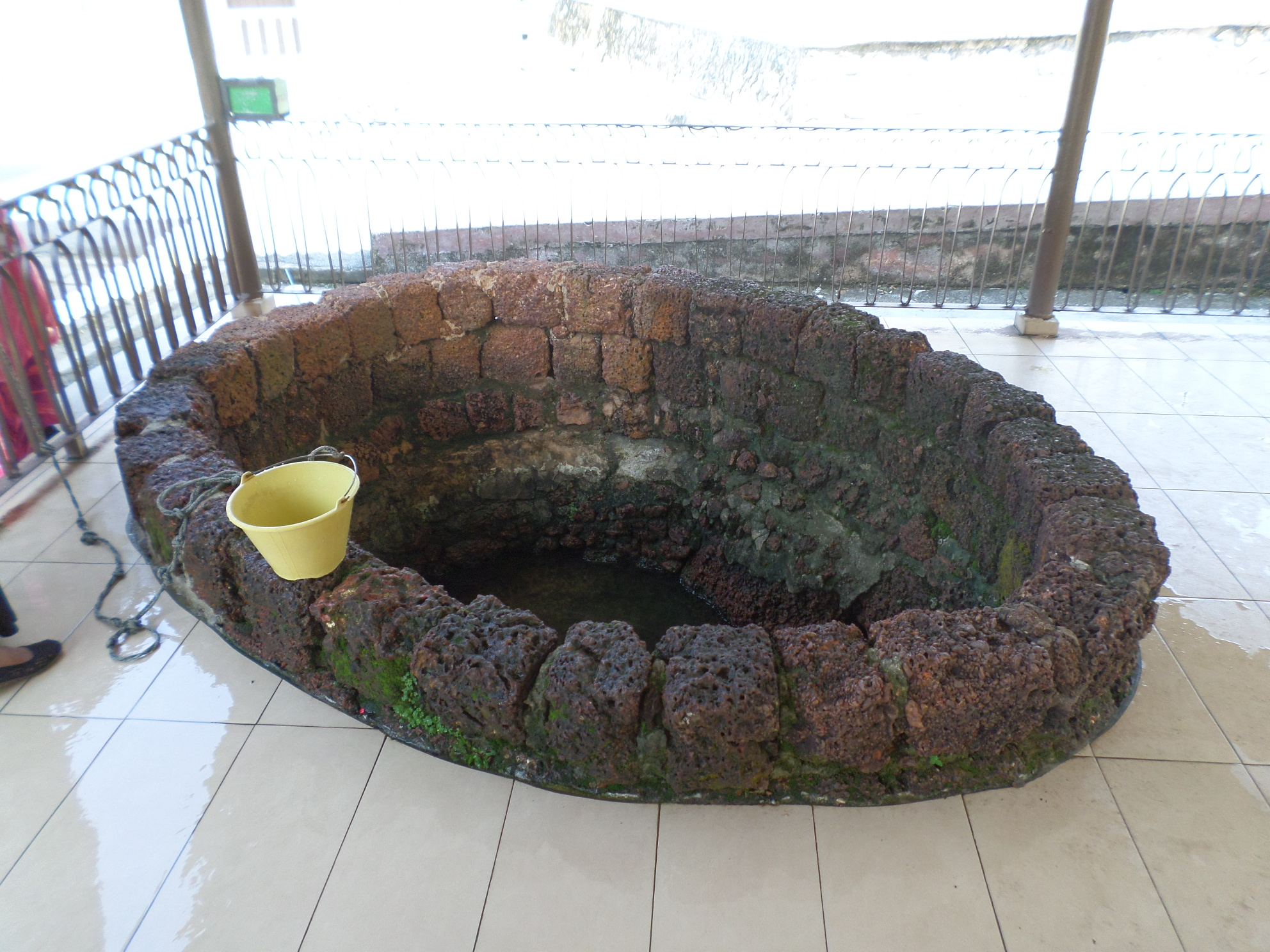
Puits de Hang Tuah à Kampung Duyong, Malacca

Les chroniques le dépeignent ensuite sillonnant tout l’univers malais : il repousse le prince-pirate makassar Semerluki, soumet Haru et Siak, gravit le mont Ledang pour solliciter la légendaire Puteri Gunung Ledang et tente de vassaliser le Sultanat de Pasai. Envoyé spécial, il paraît aussi à la cour Ming, au Siam d’Ayutthaya, au Brunei de Sultan Bolkiah et dans les ports indiens alors appelés Keling - terme anciennement géographique, dérivé de « Kalinga », devenu péjoratif dans certains usages contemporains. Il reste guidé par Tun Perak, son mentor, et secondé par Tun Besar — fils du bendahara, souvent identifié au héros ultérieur Hang Nadim[réf. nécessaire].
Toujours l’ombre du sultan, Tuah affronte à Majapahit le fameux guerrier javanais (pendekar) Taming Sari ; victorieux, il reçoit du roi Singhavikramavardhana le kriss légendaire portant le nom de son ancien propriétaire, lame réputée conférer l’invulnérabilité.
Sa loyauté est enfin mise à l’épreuve lors d’une ambassade à Inderapura, alors capitale du royaume de Pahang (Vème - XVème siècles), dont le nom sanskrit signifie « cité d’Indra », en référence au roi des dieux dans les religions dharmiques. Chargé de convaincre la princesse Tun Teja, déjà fiancée, de venir à Malacca, il la fait s’enfuir en lui laissant croire qu’il la courtise. En mer, il révèle qu’elle est destinée au sultan. Le Hikayat voit dans cette manœuvre une ruse personnelle, tandis que le Sejarah Melayu propose une lecture différente ; dans les deux cas, la tromperie de Tuah sert, au bout du compte, la raison d’État.

### Hang Jebat
Le duel qui oppose Hang Tuah à son compagnon d’enfance Hang Jebat demeure l’épisode le plus célèbre du cycle. La faveur exceptionnelle dont Tuah jouit auprès du sultan attise la jalousie : une rumeur l’accuse d’entretenir une liaison avec l’une des dayang, dames d’honneur du palais. Le souverain, furieux, le condamne alors à mort sans procès. La sentence n’est toutefois jamais appliquée : le bendahara, ou grand vizir chargé de l’exécution, désobéit et cache Tuah dans un village reculé de Malacca.
Persuadé que son ami a été injustement tué, Hang Jebat se soulève pour le venger. Selon les versions, sa rébellion tourne au carnage dans le palais ou se mue en insurrection ouverte ; partout, sa virtuosité martiale sème la terreur. Acculé, le sultan apprend du bendahara que Tuah vit toujours. Il l’absout aussitôt et lui confie la mission de neutraliser Jebat. Après sept jours d’un duel épuisant, Tuah triomphe de son ancien frère d’armes, rétablissant l’ordre au prix d’un drame où la loyauté prime sur l’amitié.
Le Hikayat Hang Tuah et le Sejarah Melayu divergent toutefois sur ce dénouement : le premier fait de Jebat le vengeur, tandis que le second attribue ce rôle à Hang Kasturi. Malgré l’autorité historique des Annales malaises, la version romantique centrée sur Jebat reste la plus populaire.

### Dernières années et postérité
Plusieurs traditions s’accordent à voir en Hang Tuah le garant de la stabilité de Malacca, protecteur des humbles et chevalier des opprimés. Le Hikayat Hang Tuah raconte qu’après la chute du sultanat, le héros entreprend un pèlerinage à La Mecque, puis gagne « Rūm » – nom alors encore donné aux terres ottomanes. Devenu derviche errant, il mène une vie paisible jusqu’à ce qu’une forte fièvre, doublée de violents maux de tête, annonce sa fin.

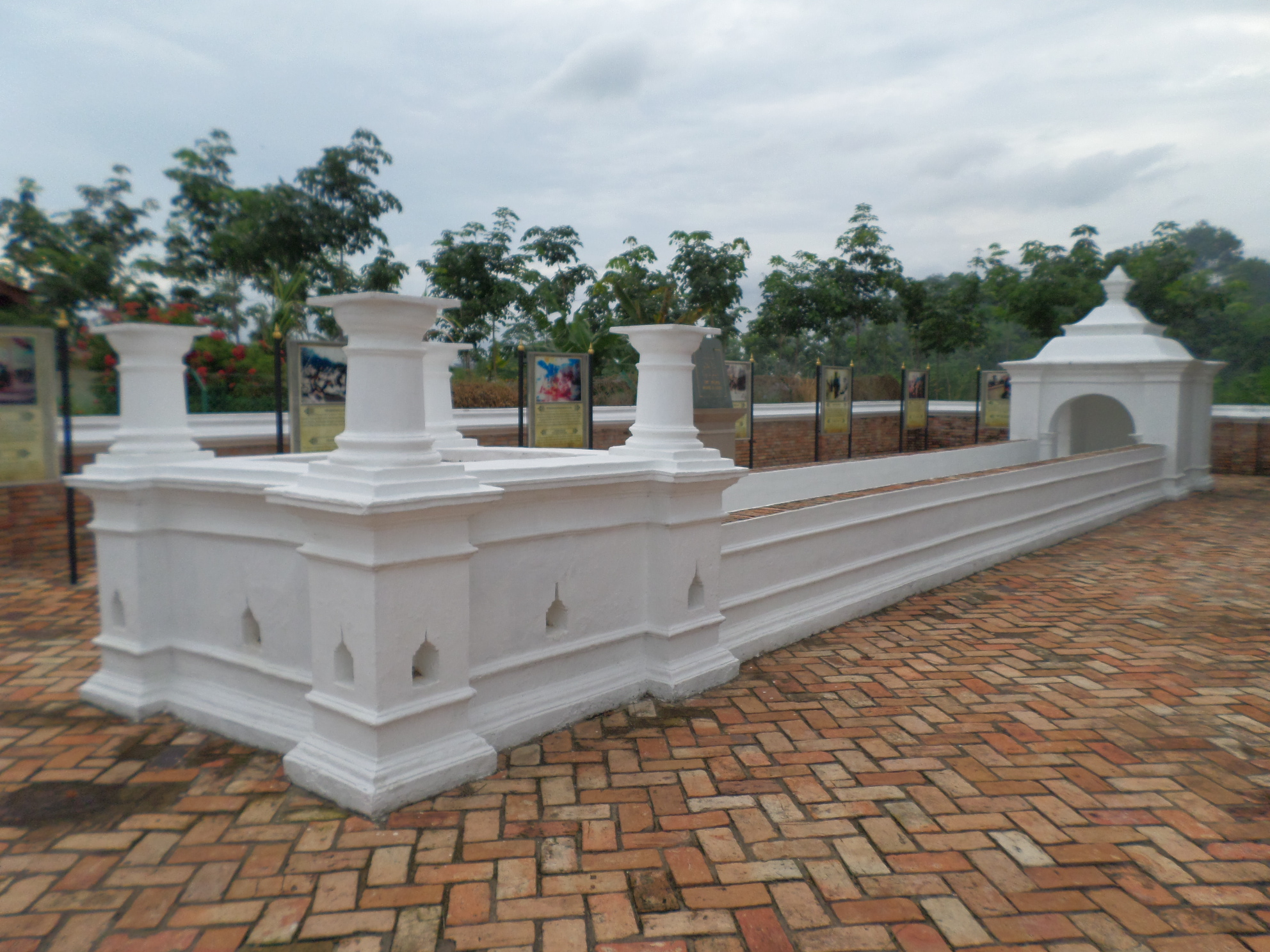
Mausolée Hang Tuah, situé à Tanjung Kling

D’autres récits affirment qu’il atteignit un âge avancé et fut inhumé dans la ville côtière de Tanjung Kling, près de Malacca, où l’on montre encore aujourd’hui une tombe qui lui est attribuée, bien que certains soutiennent que ses dépouilles reposent ailleurs. Une troisième tradition le fait se retirer à Singapour après la conquête portugaise de Malacca, prolongeant ainsi la légende d’un héros dont la trace se confond avec celle de l’archipel.

## Héritage
Figure tutélaire de la Malaisie, Hang Tuah incarne la fidélité absolue et l’allégeance sans faille au souverain. La légende de son amitié tragiquement brisée avec Hang Jebat concentre, depuis des siècles, le dilemme entre loyauté monarchique et quête de justice.
On lui prête souvent l’adage : « Takkan Melayu hilang di dunia, selagi berpegang teguh kepada Agama Islam » — « Les Malais ne disparaîtront jamais tant qu’ils resteront attachés à l’islam ». Érigée en mot d’ordre nationaliste, cette formule n'a aucune source historique qui la rattache directement à Hang Tuah, et n’apparaît pas davantage dans le Hikayat Hang Tuah.

## Culture populaire

### Film
Figure emblématique de la culture populaire malaisienne, Hang Tuah a inspiré plusieurs adaptations cinématographiques, parmi lesquelles :
- P. Ramlee : Hang Tuah (1956)
- M. Amin : Hang Jebat (1961)
- Pak Yem : Puteri Gunung Ledang (1961)
- Jamal Abdillah : Tuah (1990)
- Jalaluddin Hassan : XX Ray 2 (1995) – comédie de science-fiction où Hang Tuah reçoit sa devise « Takkan Melayu Hilang di Dunia » de scientifiques venus du futur
- Khairudin Samsudin : Robbie and the Book of Tales (série singapourienne, 2000 ; saison 1, épisode 2)
- M. Nasir : Puteri Gunung Ledang (2004) et, la même année, une publicité Kit Kat plaçant le guerrier dans un dépanneur moderne
- Saiful Apek : Magika (2010)

### Bandes dessinées
En 1951, l’écrivain indonésien Nasjah Djamin (id) publie Hang Tuah (Untuk Anak-Anak) - « Hang Tuah pour les enfants » - considérée comme la toute première bande dessinée réalisée et éditée localement en Indonésie, sous l’égide de Balai Antara, alors agence de presse nationale indonésienne jouant aussi un rôle d’éditeur.

## Lieux nommés en référence à Hang Tuah

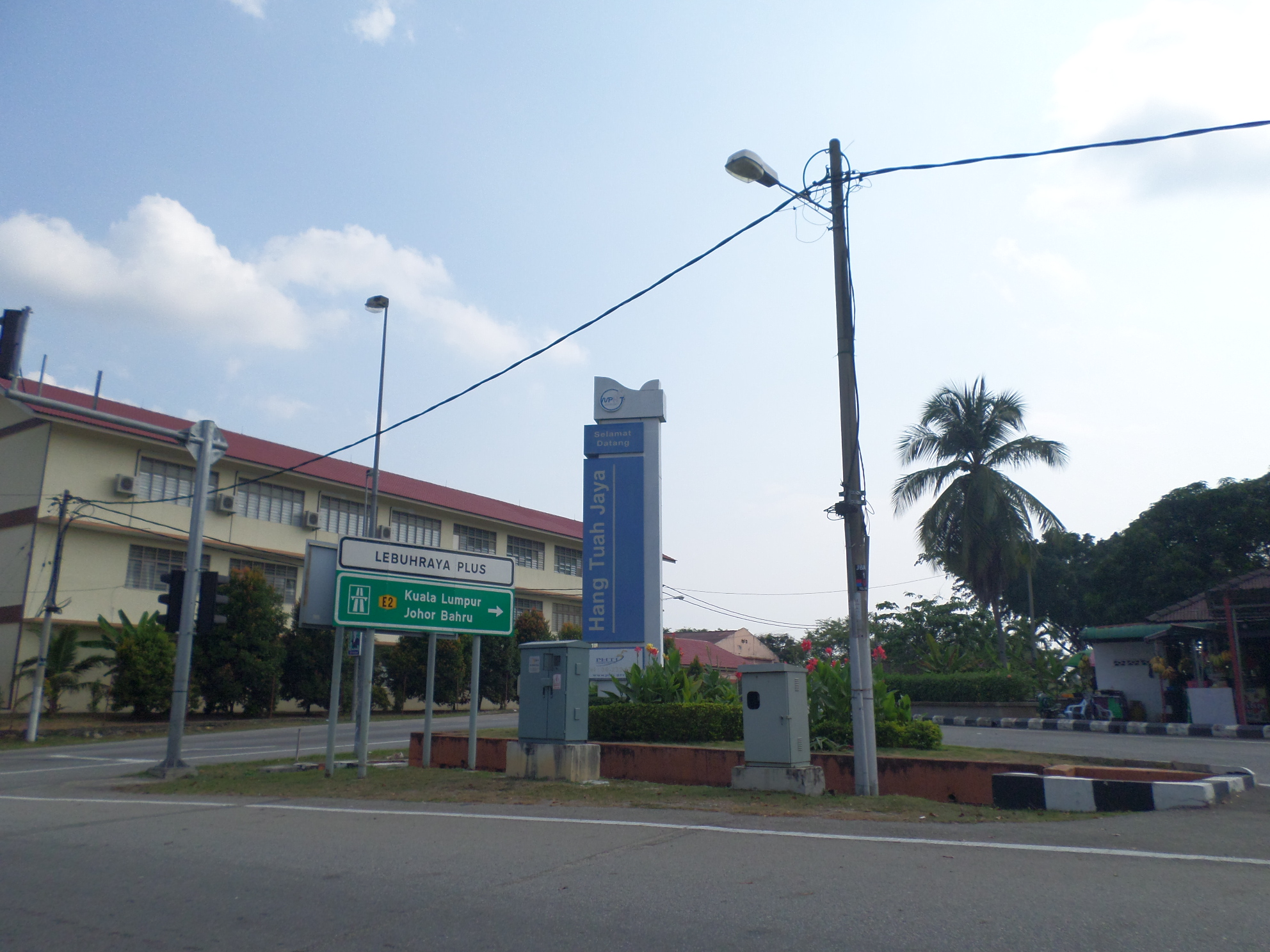
Hang Tuah Jaya

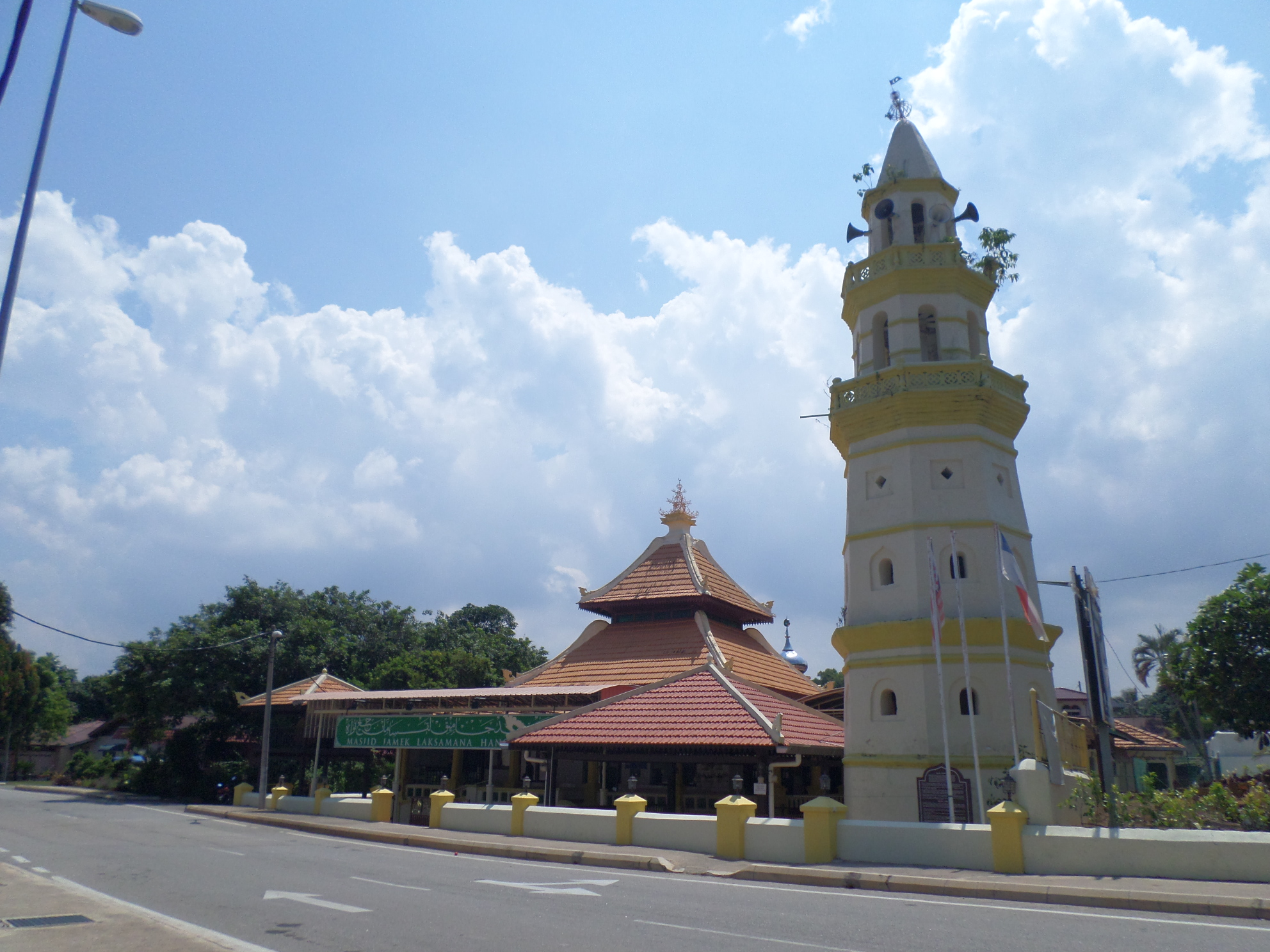
Mosquée Amiral Hang Tuah Jamek

### Malaisie
- Cinq routes en Malaisie portent le nom de Hang Tuah : Jalan Hang Tuah à Kuala Lumpur, et des rues portant le même nom à Johor, Malacca, Muar et Ipoh .
- Marine royale malaisienne : le nom KD Hang Tuah a été porté par deux frégates successives – l’ex-Loch-class HMS Loch Insh (F433, 1955-77) puis l’ex-Type 61 HMS Mermaid (F76, 1977-2018), aujourd’hui navire-musée.
- Hang Tuah Mall : mail commercial et piétonnier aménagé le long de Jalan Hang Tuah, à Melaka.
- Station d’échange Hang Tuah : nœud de communication entre l’Ampang/Sri Petaling LRT et le KL Monorail (codes AG9-SP9-MR4) au centre de Kuala Lumpur.
- Medan Hang Tuah : ancien grand food-court, aujourd’hui requalifié en « Selera Street », au niveau 4 du Sunway Putra Mall, Kuala Lumpur.
- Stadium Hang Tuah : stade municipal historique (ex-Stadium Kubu) de Melaka City, inauguré en 1954.
- Perigi Hang Tuah : puits classé monument national (1977) dans le village natal du héros, Kampung Duyong, Melaka.
- Hang Tuah Jaya : municipalité planifiée (smart-city) gérée par le Hang Tuah Jaya Municipal Council depuis 2010.
- Masjid Jamek Laksamana Hang Tuah : mosquée du XIXᵉ s. à Kampung Duyong.
- Hang Tuah Centre : complexe muséal et culturel consacré au héros, au sein de Perkampungan Hang Tuah (village-musée) à Kampung Duyong.
- Hang Tuah Bridge (Jambatan Hang Tuah) : pont piéton-route enjambant la rivière Melaka dans le centre-ville.
- Dewan Hang Tuah : grande salle municipale polyvalente située juste après le pont, sur Jalan Hang Tuah, Malacca.

### Indonésie
- Rues "Jalan Hang Tuah" : des artères portent ce nom dans la plupart des grands centres urbains indonésiens — notamment Pekanbaru, Jakarta, Batam, Tanjung Pinang, Medan, Surabaya, Palembang, Palu et Denpasar.
- Universitas Hang Tuah (UHT), Surabaya : université maritime fondée en 1987 par la marine indonésienne (TNI-AL) sous l’égide de la Yayasan Nala.
- Marine indonésienne : deux bâtiments ont porté le nom du héros : la corvette RI Hang Tuah (253) (classe Bathurst, 1949-1958) et la frégate KRI Hang Tuah (358) (classe Riga, 1963-années 1980).